# نرغسلو السفلى (بدرانلو)
نرغسلو السفلى (بالفارسية: نرگسلو سفلی) هي قرية تقع في إيران في قسم بدرانلو الريفي. يقدر عدد سكانها بـ 229 نسمة .